# دیتمار هوگرفه
دیتمار هوگرفه (آلمانی: Dietmar Hogrefe؛ زادهٔ ۲۳ اوت ۱۹۶۲) سوارکار اهل آلمان غربی بود.